# Appenzeller sennenhond

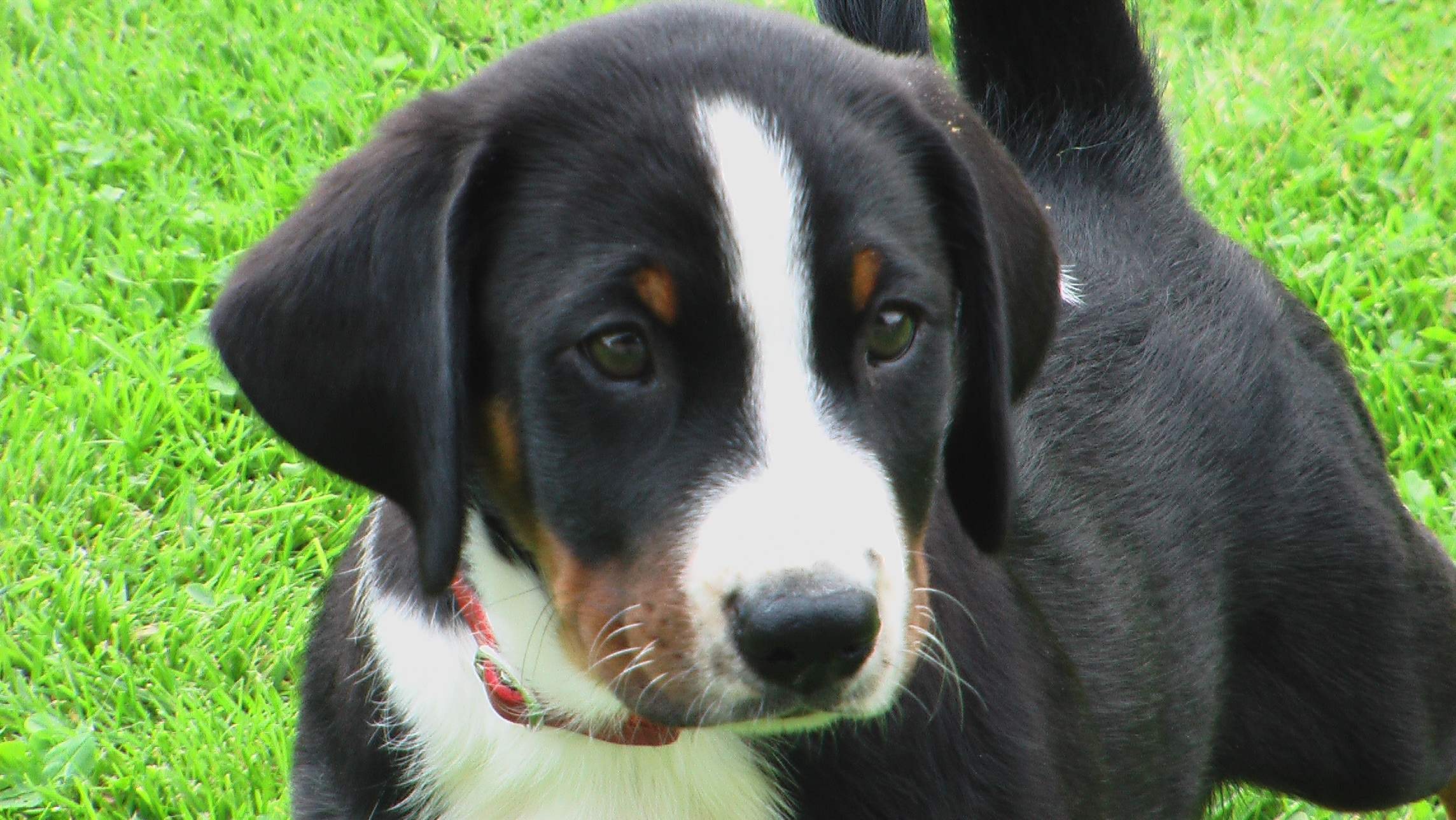
Appenzeller sennenhondpup van 9 weken

De Appenzeller sennenhond is een hondenras dat werd gefokt voor het drijven van runderen.

## Geschiedenis
De Appenzeller sennenhond is afkomstig uit het Zwitserse kanton Appenzell. Mogelijk gaat het om nakomelingen van de Tibetaanse mastiff uit Azië. Ook Romeinse molosserhonden werden mogelijk ingekruist. De oorsprong van dit middelgrote ras gaat terug naar de boerenhonden die in de Zwitserse Alpen en speciaal in het kanton Appenzell van oudsher gebruikt werden als veedrijvers en -hoeders en waakhonden. Zij behoren met de Berner sennenhond, Grote Zwitser en Entlebucher tot de sennenhonden. Alle sennenhonden tonen dezelfde kenmerken: driekleurig, harmonisch, zelfverzekerd, trainbaar en niet bang. De Appenzeller sennenhond voegt daar nog een eigenschap aan toe: wantrouwend tegenover onbekenden. 
In het begin van de twintigste eeuw legden enkele liefhebbers van deze destijds in uiterlijke verschijning weinig uniforme honden zich toe op de doelgerichte zuivere fokkerij. In 1906 werd de "Klub der Appenzeller Sennenhunde" opgericht en werd de rasstandaard opgesteld. Prof. dr. Albert Heim, bevorderaar van de Zwitserse hondenrassen, legde in 1914 de eerste standaard voor de Appenzeller sennenhond vast.

## Uiterlijk
De Appenzeller sennenhond heeft een korte, nauw aanliggende, harde vacht. De kleur van de vacht is zwart of havannabruin met gele tot roodbruine en witte aftekeningen. Typisch voor de Appenzeller sennenhond is de gekrulde staart. De schofthoogte bedraagt tot 60 cm en hij bereikt een gewicht tot 30 kg.

## Functie
De Appenzeller sennenhond heeft veel ruimte nodig. Hij is geschikt voor het drijven van runderen en kent, net zoals de Entlebucher sennenhond, elk dier van 'zijn' kudde. Het dier is geschikt als waak- en familiehond. Hij houdt zich op afstand van onbekenden. Zolang de hond de tijd heeft om een geur te leren kennen is er voor kinderen geen probleem. Het is een erg terreinvaste hond.
Affenpinscher ·
Aidi ·
Anatolische herder ·
Appenzeller sennenhond ·
Argentijnse dog ·
Berner sennenhond ·
Bordeauxdog ·
Boxer ·
Broholmer ·
Bullmastiff ·
Ca de Bou ·
Cane corso ·
Cão da Serra da Estrela ·
Cão de Castro Laboreiro ·
Centraal-Aziatische owcharka ·
Cimarrón Uruguayo ·
Ciobanesc Romanesc de Bucovina ·
Deens-Zweedse boerderijhond ·
Dobermann ·
Dogo Canario ·
Duitse dog ·
Duitse pinscher ·
Dwergpinscher ·
Dwergschnauzer ·
Engelse buldog ·
Entlebucher sennenhond ·
Fila brasileiro ·
Grote Zwitserse sennenhond ·
Hollandse smoushond ·
Hovawart ·
Kaukasische owcharka ·
Kraški ovčar ·
Landseer ECT ·
Leonberger ·
Mastiff ·
Mastín del Pirineo ·
Mastín español ·
Mastino napoletano ·
Middenslagschnauzer ·
Newfoundlander ·
Oostenrijkse pinscher ·
Pyrenese berghond ·
Rafeiro do Alentejo ·
Riesenschnauzer ·
Rottweiler ·
Šarplaninac ·
Shar-pei ·
Sint-bernard ·
Tibetaanse mastiff ·
Tornjak ·
Tosa ·
Zwarte Russische terriër